# Mihajlo Pjanović
Mihajlo Pjanović (cyr.: Михајло Пјановић, ur. 13 lutego 1977 w Prijepolju) – serbski piłkarz występujący na pozycji napastnika. Reprezentant Jugosławii.

## Kariera klubowa
Pjanović karierę rozpoczynał w zespole FK Polimlje. W 1994 roku został graczem drugoligowego Javora Ivanjica, a w 1995 roku przeszedł do pierwszoligowego zespołu OFK Beograd. Spędził tam 3,5 sezonu.
Na początku 1999 roku Pjanović odszedł do Crvenej zvezdy, także grającej w pierwszej lidze. Dwa razy zdobył z nią mistrzostwo Jugosławii (2000, 2001) oraz trzy razy Puchar Jugosławii (1999, 2000, 2002). Ponadto w sezonach 1998/1999, 1999/2000 oraz 2002/2003 zajął 2. miejsce w klasyfikacji strzelców ligi.
W 2003 roku Pjanović przeszedł do rosyjskiego Spartaka Moskwa. W sezonie 2003 wywalczył z nim Puchar Rosji, a w sezonach 2005 oraz 2006 wicemistrzostwo Rosji. W 2007 roku przeniósł się do innego pierwszoligowca, zespołu FK Rostów. Spędził tam sezon 2007, a potem zakończył karierę.

## Kariera reprezentacyjna
W reprezentacji Jugosławii Pjanović zadebiutował 13 grudnia 2000 w zremisowanym 1:1 towarzyskim meczu z Grecją. W latach 2000–2002 w drużynie narodowej rozegrał 5 spotkań.